# 岡站
岡站（日语：／ Oka eki */?）是位於宮城縣角田市岡字白岩，阿武隈急行的阿武隈急行線車站。車站的口頭禪是「開拓明日宇宙之町」。

## 歷史
- 1968年（昭和43年）4月1日 - 日本國有鐵道丸森線車站啟用。
- 1986年（昭和61年）7月1日 - 阿武隈急行繼承國鐵丸森線。

## 車站構造

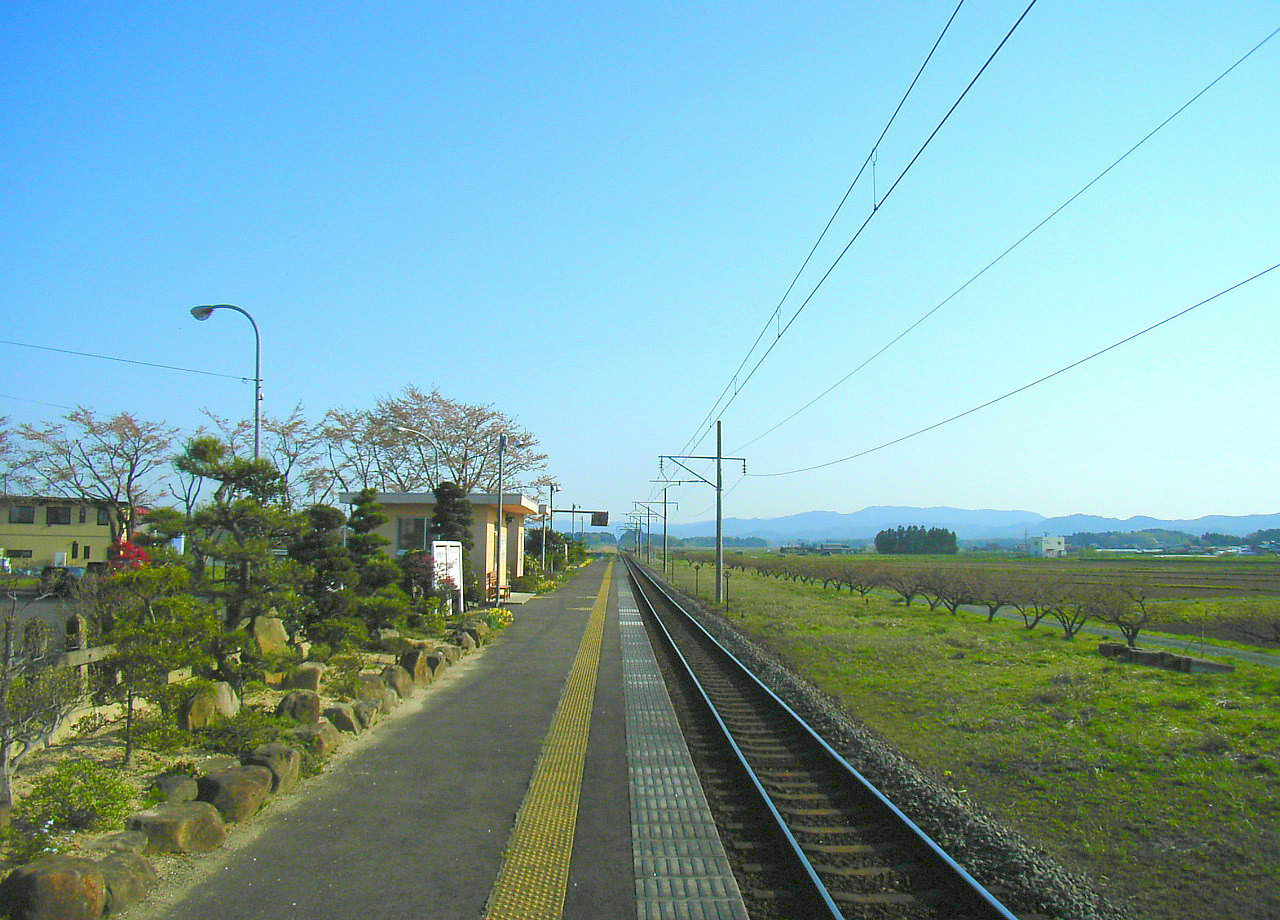
月台（2004年4月）

此站是地面車站，設有1面1線的單式月台。此站沒有檢票口，東邊設有小型站前廣場。站內設有月台、候車室和小花園。
此站有計劃成為列車交會車站，因此站內前後設有彎曲路軌，以便設置Y型轉轍器。此站另外設有停泊維護路軌車輛專用的路軌。

## 使用狀況
| 1日上落車人次變化 | 1日上落車人次變化 |
| 年度              | 1日平均人次       |
| ----------------- | ----------------- |
| 2000              | 195               |
| 2001              | 177               |
| 2002              |                   |
| 2003              |                   |
| 2004              |                   |
| 2005              |                   |
| 2006              |                   |
| 2007              |                   |
| 2008              |                   |
| 2009              |                   |
| 2010              |                   |
| 2011              | 98                |
| 2012              | 104               |
| 2013              | 98                |
| 2014              | 82                |
| 2015              | 101               |
| 2016              | 97                |
| 2017              | 118               |
| 2018              | 125               |

## 車站周邊
車站附近較多稻田。站前東邊設有住宅區。沒有商店街。
- 角田市政廳北鄉自治中心
- 北鄉郵局
- 角田市立北鄉小學

## 相鄰車站
阿武隈急行
■阿武隈急行線
橫倉－岡－東船岡

## 注腳
1. ↑  駅・路線情報 （页面存档备份，存于）（日語） - 阿武隈急行，2015年5月14日參閲。
2. ↑  國土數値資訊(不同站上落車人次數據)  （页面存档备份，存于）（日語） - 國土交通省，2020年9月12日參閲